# Peter Müller (Grenzopfer)
Peter Müller (* 15. Mai 1944 in Osterode am Fallstein; † 14. Juni 1964 bei Elend) war ein Todesopfer an der innerdeutschen Grenze.

## Leben
Der Kraftfahrer Peter Müller lebte in Gernrode. 
Am 13. Juni 1964 begab er sich mit seinem Freund Dieter S. zur innerdeutschen Grenze, um in die Bundesrepublik Deutschland zu gelangen. Nachdem sie beinahe entdeckt worden wären, verbrachten sie die Nacht in einem Versteck zwischen dem ersten und zweiten Grenzzaun. Am nächsten Morgen krochen sie durch das Minenfeld, das auf den zweiten Grenzzaun folgte. Dabei löste Peter Müller eine Antipersonenmine vom Typ PMD-6 aus sowjetischer Bauart aus, welche ihn sofort tötete.
Dieter S. wurde festgenommen, zu einer Bewährungsstrafe verurteilt und flüchtete 1965 im selben Grenzabschnitt aus der DDR.
Arbeitskollegen, die an der Beisetzung Peter Müllers in Quedlinburg teilnahmen, wurden in den darauffolgenden Wochen teilweise zur Einschüchterung von Mitarbeitern des Ministeriums für Staatssicherheit verhört.